# Nyctemera auricolens
Nyctemera auricolens är en fjärilsart som beskrevs av Embrik Strand 1909. Nyctemera auricolens ingår i släktet Nyctemera och familjen björnspinnare. Inga underarter finns listade i Catalogue of Life.